# Quincy Porter
Quincy Porter, né le 7 février 1897 – mort le 12 novembre 1966, est un compositeur et professeur américain de musique classique.

## Biographie
Né à New Haven dans le Connecticut, Porter est étudiant de l'université Yale où il a entre autres pour professeurs Horatio Parker et David Stanley Smith. Porter reçoit deux prix pendant ses études à Yale : le prix Osborne de fugue et le prix Steinert de composition orchestrale. Il interprète la composition gagnante, un concerto pour violon qui lui vaut d'obtenir son diplôme. Porter obtient deux diplômes à Yale, un A. B. de l'université et un Mus. B de l'école de musique.
Après l'obtention de son diplôme, il passe un an à Paris où il étudie à la Schola Cantorum puis rentre à New York où il poursuit sa formation auprès d'Ernest Bloch et Vincent d'Indy. En 1923, Porter rejoint la faculté de l'Institut de musique de Cleveland (en) où il est plus tard nommé à la tête du département de théorie musicale. Il y reste jusqu'en 1928 lorsqu'il démissionne pour se consacrer à la composition. De retour à Paris grâce à une bourse Guggenheim, Porter commence sérieusement à composer. Durant son séjour de trois ans à Paris il compose Blues Lointains (1928), la Suite for Viola Alone (1930), ses 3e (1930) et 4e (1931) quatuor à cordes, sa 2e Sonate pour violon (1929) et sa Sonate pour piano (1930).
En 1931 Porter rentre aux États-Unis et rejoint d'abord la faculté du Cleveland Institute of Music avant d'enseigner au Vassar College où il est nommé professeur en 1932. En 1954, son Concerto Concertante, concerto pour deux pianos et orchestre reçoit le prix Pulitzer de musique. Tawa qualifie la pièce d' « affectivement convaincante, lumineuse du point de vue de l'orchestration et au contre point rigoureux » ; elle est emprunte d'un esprit de coopération plutôt que de concurrence. En 1938, Porter est élu doyen (1938–42) puis directeur (1942–46) du New England Conservatory of Music et en 1946 retourne à Yale pour y enseigner jusqu'en 1965. De 1958 jusqu'à sa mort, il est président du conseil d'administration du American Music Center qu'il a fondé avec Howard Hanson et Aaron Copland en 1939. Il meurt à Bethany dans le Connecticut.
Il écrit une quantité importante de pièces selon les « formes absolues (établies) », dont neuf quatuors à cordes (1923 - 1953), plusieurs concertos (dont un pour clavecin, un pour alto et un pour deux pianos, le second étant récompensé du prix Pulitzer de musique en 1954) et deux symphonies. Sa musique tardive — bien que tonale — est harmoniquement acerbe et dissonante.

## Œuvres (sélection)
- Symphonies
  - 1934 : Symphonie no 1
  - 1962 : Symphonie no 2[2]
- Autres pièces orchestrales
  - 1925 : Suite ukrainienne[3]
  - 1932 : Poem and Dance
  - 1937 : Dance in Three-Time
  - 1941 : Musique pour cordes
  - 1958 : New England Episodes[2]

- Concertos
  - 1953 : Concerto concertant pour deux pianos et orchestre
  - 1959 : Concerto pour clavecin[2]
  - 1948 : Concert pour alto[2]
  - 1943 : Fantaisie sur un thème pastoral pour orgue et cordes
  - 1959 : Concerto pour orchestre à vents
- Musique de chambre
  - 1922-1923 : Neuf quatuor à cordes (no 1 en mi mineur)[4], 1925[3], 1930[3], 1931[3], 1935[3], 1937[3], 1943[2], 1950[2], 1958[2])
  - 1927 : Quintette avec piano[3]
  - 1961 : Quintette pour clavecin et cordes[4]
  - 1966 : Quintette avec hautbois (Elegiac)[2]
  - 1929 : Quintette avec clarinette[3]
  - 1926 - 1953 : Deux sonates pour violon (1926[3] ; le seconde enregistrée dans les années 1950 et plus récemment à la fin des années 1990) (une première sonate de 1919 a aussi été enregistrée)
  - 1930 : Suite pour alto seul[3]
  - 1930 : Sonate pour piano[3]
  - 1946 : Sonate pour cor et piano[4]
  - 1947 : Sextet sur un thème folklorique slave[4]
  - 1928 : Blues Lointains pour flûte et piano (1928)[4]

## Publications
- Porter, Quincy : A study of sixteenth century counterpoint; based on the works of Orlando di Lasso. Boston: Loomis. 3rd ed. 1948.
- Porter, Quincy : A study of fugue writing; based on Bach's Well-tempered Clavichord. Boston: Loomis. 1951.

### Enregistrements
- Quincy Porter: The Complete Viola Works, Eliesha Nelson, alto avec Douglas Rioth à la harpe et John McLaughlin Williams (en), dirigeant, piano/clavecin, violon (2009)
- Quincy Porter: String Quartets 1 – 4, Ives Quartet (2007)
- Quincy Porter: Complete String Quartets, Potomac String Quartet; Steven Honigberg, violoncelle; George Marsh, violon; Sally McLain, violon; Tsuna Sakamoto, alto (2007)
- Quincy Porter: Symphony No. 1: Poem & Dance; Symphony No. 2, Sinfonia Varsovia; Ian Hobson, au pupitre (2003)
- Robert Ward: Festive Ode; Prairie Overture; Sacred Songs for Pantheists; Quincey Porter: New England Episodes, chefs : William Strickland, Zdzislav Szostak, interprète Sylvia Stahlman
- American Music for Two Pianos and Orchestra, Composers: Morton Gould, Walter Piston, Quincy Porter; Conductor, David Amos; Artists: Royal Philharmonic Orchestra, Joshua Pierce, Dorothy Jonas (1999)
- Quincy Porter: The Unpublished Manuscripts for Violin & Piano, Quincy Porter, John Owings, and Fritz Gearhart (1998)
- Ernest Bloch: Concerti Grossi 1 & 2/ Quincy Porter: Ukrainian Suite, Ernest Bloch, Quincy Porter, Donald Barra et San Diego Chamber Orchestra (1994)
- Violin Sonatas: Copland, Piston, Porter; Linda Rosenthal, violon avec Lisa Bergman, piano (1993)
- American Chamber Music by Diamond, Chamber Music Society of Lincoln Center, David Schifrin, Hermann Ives, Bernard Herrmann, Quincy Porter et Charles Ives (1992)
- Carter Ives Porter Boston Symphony Chamber Players American Chamber Music 20th Century, Deutsche Grammophon – 2530 104 (1971)